# Mahatma
Mahatma è un appellativo sanscrito composto da due parole: Maha che significa «grande» e Atma che significa «anima»; può essere quindi tradotto come «Grande Anima». 
Questo epiteto è stato attribuito ad alcuni personaggi come Mohandas Karamchand Gandhi, che fu così chiamato il 6 marzo 1915 dal poeta Rabindranath Tagore, o forse anche prima dall'attivista politico Metha il 21 gennaio 1915 in un documento della Scuola di Kamribai a Jetpur, in India.
Viene usato per indicare adepti, anime liberate o anche professionisti. Da parte sua, Gandhi rifiutò sempre tale epiteto, in quanto riteneva ridicola la distinzione tra "grandi anime" e "piccole anime", nella convinzione che tutti gli uomini sono uguali di fronte a Dio.

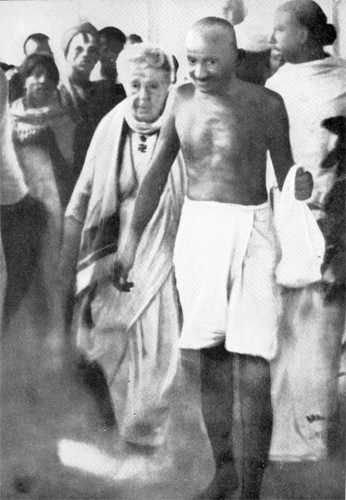
La teosofa Annie Besant col Mahatma Gandhi

## Uso del termine nella teosofia
Il termine era stato reso popolare nella letteratura teosofica del tardo XIX secolo, con la quale lo stesso Gandhi era entrato in contatto, quando Helena Petrovna Blavatsky, cofondatrice della Società Teosofica, affermò che i suoi insegnanti, dai quali aveva appreso la dottrina teosofica, erano adepti o Mahatma che abitavano in Tibet.
Il titolo di «Maestri dell'antica sapienza» o «Maestri Illuminati» viene a volte utilizzato in alternativa dai teosofi. Secondo quanto riferito dalla Blavatsky, tali Mahatma non sono esseri incorporei, ma persone praticamente immortali coinvolte nel controllo della crescita degli individui e nello sviluppo delle civiltà.
La Blavatsky fu la prima in tempi moderni a sostenere di aver avuto un contatto con tali Adepti Teosofi, soprattutto con i due Maestri Koot Hoomi e Morya.
Nel settembre e nell'ottobre del 1880, la signora Blavatsky fece visita ad A. P. Sinnett a Simla nel nord dell'India. Il serio interesse di Sinnett per gli insegnamenti teosofici della Blavatsky e per il lavoro della Società Teosofica spinse la signora Blavatsky a rendere possibile una corrispondenza tra Sinnett e i due Adepti che sponsorizzavano la Società, abbreviati come K.H. e M.
In seguito a questa corrispondenza Sinnett scrisse Il Mondo Occulto (1881) e Buddhismo Esoterico (1883), che ebbero un'enorme influenza nel generare l'interesse del pubblico verso la teosofia.  Le risposte e le spiegazioni date dai Mahatma alle domande di Sinnett sono contenute nelle loro lettere dal 1880 al 1885, pubblicate a Londra nel 1923 come "The Mahatma Letters to A. P. Sinnett".  I Mahatma ebbero corrispondenza con un certo numero di altre persone durante i primi anni della Società Teosofica. Molte di queste lettere sono state pubblicate in due volumi intitolati "Letters from the Masters of the Wisdom, Series 1 and Series 2" (Lettere dai maestri della saggezza, serie 1 e 2).
Ci sono state molte discussioni riguardo all'effettiva esistenza di tali particolari Adepti. I critici di Mme Blavatsky hanno da sempre dubitato dell'esistenza dei suoi Maestri. Si vedano ad esempio le rivelazioni di W.E. Coleman. Più di 25 persone hanno testimoniato di avere visto personalmente e di essere entrati in contatto con questi Mahatma nel corso della vita della Blavatsky.  In anni più recenti, K. Paul Johnson ha portato avanti una sua interessante ma discutibile teoria riguardo ai Maestri.
Dopo la morte della Blavatsky nel 1891, diverse persone hanno sostenuto di essere in contatto con i suoi Adepti Maestri e hanno dichiarato di essere i nuovi messaggeri dei Maestri che dovevano comunicare vari insegnamenti esoterici. Fra costoro, meritano di essere ricordati Helena Ivanovna Roerich (1879-1955), discepola del Maestro Morya, Alice Bailey (1880-1949) e
Jiddu Krishnamurti (1895-1986), discepoli del Maestro Kut Humi.

A partire dagli anni ottanta del secolo scorso, lo studioso di scienze esoteriche Benjamin Creme, discepolo di un membro anziano della Gerarchia dei Maestri, ha fornito nelle sue opere molte informazioni sulla natura e sull'attività dei Mahatma. In particolar modo, Creme ha chiarito la natura e il ruolo di Maitreya, attualmente operante come un semplice attivista in mezzo agli uomini.